# Kristiern Bengtsson (Oxenstierna) den yngre
Kristiern Bengtsson (Oxenstierna) den yngre, till Mörby och Steninge slott, född omkring 1475, död den 8 november 1520, var ett svenskt riksråd, son till riksrådet Bengt Kristiernsson (Oxenstierna).

## Biografi
Kristiern Bengtsson blev av kung Hans 1497 slagen till riddare. Han deltog 1504 som riksråd i herredagen i Stockholm och stod 1506 på riksföreståndaren Svante Nilssons sida, men säges ha lidit "dråpelig skada" för kung Hans skull. 
Tillsammans med övriga rådsherrar beseglade Kristiern Bengtsson den 14 oktober 1509 en handelstraktat med Lübeck och utsågs 1513 och 1515 att vara ett av Sveriges ombud på unionsmöten i Köpenhamn. 
Trots sina ärvda sympatier för unionen och trots sitt deltagande i undertecknandet av den akt, varigenom Kristian II 1520 antogs till Sveriges kung, blev han ett av offren i Stockholms blodbad. Han var då den ende av sin ätt och efterlämnade blott en son, Gabriel.